# فاتن حمامه
فاتن احمد حمامه (عربی: فاتن أحمد حمامة ) (زادهٔ ۲۷ مهٔ ۱۹۳۱ — درگذشتهٔ ۱۷ ژانویهٔ ۲۰۱۵) بازیگر مشهور سینما و تلویزیون اهل مصر بود. فاتن حمامه بازیگری را از کودکی آغاز کرد و در جوانی به «بانوی سینمای عرب» ملقب شد.

## زندگی‌نامه
فاتن حمامه در ۲۷ مهٔ ۱۹۳۱ در منصوره، استان دقهلیه در شمال مصر زاده شد. کمتر از ۹ سال داشت که بازیگری در سینما را آغاز کرد. خیلی جوان بود که به «بانوی سینمای عرب» ملقب شد. در سال‌های طلایی سینمای مصر در دهه ۱۹۵۰ او یکی از مشهورترین ستاره‌های جهان عرب بود.
در همان سال‌های اوج (۱۹۵۵) با عمر شریف، بازیگر سرشناس مصری ازدواج کرد و این زندگی مشترک بیست سال دوام آورد. عمر شریف که نام تولد او «میشل دیمتری شلهوب» بود در خانواده‌ای مسیحی زاده شده بود اما برای ازدواج با فاتن حمامه مسلمان شد.
به گزارش خبرگزاری فرانسه، عمر شریف از فاتن حمامه به عنوان «تنها عشق» زندگی‌اش یاد کرده‌است. این ازدواج بر محبوبیت این دو بازیگر بیش از پیش افزود و تعدادی از پرفروش‌ترین رمانتیک‌های سینمای مصر در ۱۹۵۰ و ۶۰ میلادی با حضور این زوج به روی پرده رفت. این زوج در سال ۱۹۷۴ میلادی از هم جدا شدند. عمر شریف پس از جدایی از او در سال ۱۹۷۴ دیگر ازدواج نکرد.
وی از سال ۱۹۴۷ میلادی تا سال ۲۰۱۴ میلادی مشغول فعالیت بود و در نزدیک به ۱۰۰ فیلم نقش‌آفرینی کرد. رود عشق از مشهورترین این فیلم‌ها بود که براساس رمان آنا کارنینا، نوشتهٔ تولستوی ساخته شد.
براساس خبرگزاری رسمی مصر، «منا» فاتن حمامه روز شنبه ۱۷ ژانویهٔ ۲۰۱۵ به‌دلیل مشکلات جسمانی در قاهره، پایتخت مصر، درگذشت. وی هنگام مرگ ۸۳ سال سن داشت. طارق شریف، پسر فاتن حمامه، علت دقیق مرگ او را اعلام نکرد.
نوهٔ او عمر شریف پسر هم، مثل پدربزرگ و مادربزرگش به بازیگری روی آورده‌است.

## آثار

### بازیگری سینما
- گناه[۴] (۱۹۶۵)

## بزرگداشت
در ۲۷ مه ۲۰۱۶، موتور جستجوی گوگل ۸۵مین سالگرد تولد او را با تغییر لوگوی گوگل دودل صفحهٔ اصلی خود در کشورهای عربی و شمال آفریقا گرامی‌داشت.

## نگارخانه

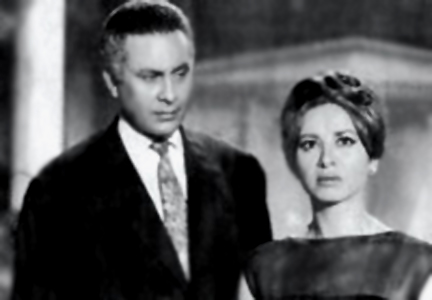
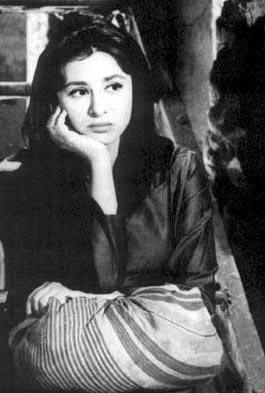